# 恋のマイアヒ
「恋のマイアヒ」（こいのマイアヒ、原題はルーマニア語でDragostea Din Tei〈ドラゴスタ・ディン・テイ〉）は、モルドバ出身の音楽グループO-Zoneの楽曲。原題は直訳すると「菩提樹の下の恋」である。マイアヒのマイはルーマニア語で5月の意、語尾のアヒ、アフなどは感嘆詞。
日本ではFlashムービーが作成され、当時はマイヤヒやマイヤヒーと呼ばれた。

## 各国での流行
2003年にルーマニア国内で初登場、このときから同国内で大ヒットになる。また、この曲を偶然聴いたイタリアのレコード会社TIME RECORDSの社長ジャコモ・マイオリーニが、ルーマニア系の女性歌手ハイドゥッチにこの曲を歌わせて、こちらもイタリア国内でチャート1位を記録するほどの大ヒットとなった。
しかしO-Zoneによるオリジナルがルーマニア以外で特筆するべきヒットに至ったのはスペインが最初で、他の国ではそれよりもハイドゥッチによるカヴァーの方が知られていたようである。2004年になるとヨーロッパ全体でもO-Zoneによるオリジナル版が認知され、各国でヒットチャート1位を記録する大ヒットとなった。
2004年12月にはアメリカでゲイリー・ブロルスマがこの曲に合わせて踊るFlashムービーを公開、こちらもNuma Numa Danceと呼ばれ有名となった。2005年に公開されたアニメーション映画『チキン・リトル』の日本向け宣伝曲としても使用された。
リアーナが「恋のマイアヒ」の原曲に合わせて歌い、その間でT.I.がラップで歌うという構成で制作された「マイアヒ・ライフ」（サンプリング扱い）は、2008年にBillboard Hot 100で1位を獲得した。わずかに歌詞は変えてある。
2018年9月には、O-Zoneのリーダーのダン・バランによるセルフカバー「恋のマイアヒ2018」がiTunesダンスミュージックで1位となった。

## 日本での流行と余波
日本でも2004年の10月頃より流行し始め、名古屋市のFMラジオ局ZIP-FMによるヘヴィー・ローテーションにより、同局のチャートで10月から約2ヶ月間1位を独走する程のヒットとなった。
また本来のルーマニア語を日本語として聞き取った際に生じた空耳を元にしたFlashムービーが制作され、2ちゃんねるで話題となり音楽業界を中心に社会現象を巻き起こした。
『SMAP×SMAP』のコント「ホストマンブルース」の中で、木村拓哉らのパラパラのテーマ曲として大々的に使用されたことも、日本でのブレイクに大きく貢献していた。
2004年5月にレーベルが日本での販売についてエイベックスに打診した。エイベックスの石井秀浩はインターネット上でこの歌に空耳歌詞を付けたアニメ動画が話題となっていたことに注目し、その動画を元にしたプロモーションビデオをCDに収録した。さらに、動画のキャラクター「のまネコ」の商品展開や「よりハードな」アニメ展開を構想したが、この構想は実現しなかった（のまネコ問題参照）。
2006年の8月に発売されたEvery Extend Extraにリミックスされて収録されている。
2018年10月24日付の「有線 洋楽リクエストランキング」（USEN）で13年ぶりの1位を獲得した。

### 携帯電話向け配信
2005年7月27日、日本における洋楽作品としては史上初の着うた100万ダウンロードを達成し、洋楽の着うたダウンロード数としては初の記録となった。日本レコード協会からは着うた4ミリオン、着うたフルでプラチナ認定を受けた。
レーベルモバイル（後のレコチョク）運営の「レコード会社直営♪」の2005年度年間ダウンロードランキングで「着うた」「着うたフル」「着信ムービー」の全ジャンルで年間チャート1位。
エイベックスの発表によると、日本の携帯電話向け音楽配信におけるダウンロード件数は累計で500万ダウンロードを超える。

### 日本国内で販売されたCD一覧
日本国内で販売されたCDは以下の6種である。
日本盤CDの最初の2種（後述のリストで廃盤とされているもの）合計の売り上げは80万枚以上。

#### 単独で収録されているもの
DiscO-Zone （AVTCD-95783）
Avex Asiaが販売しているCDの輸入盤。CD-EXTRA形式で公式PV収録。

恋のマイアヒ （AVCD-17626）
2005年3月2日発売。初の日本盤で現在は廃盤。CD-EXTRA形式で先述のムービー収録。

恋のマイアヒ
2005年6月22日発売。アルバムからのシングルカットで日本独自盤（ジャケットものまネコ仕様）。5000枚限定生産のため現在は廃盤。オリジナルバージョンの他、4曲のリミックスが収録されていた。

恋のマイアヒ （AVCD-17777/B）
2005年8月24日発売、現在は廃盤。DVDに先述のムービーの完結編バージョンと公式PVを収録。

恋のマイアヒ （AVCD-17823）
2005年10月12日発売。2005年8月発売のアルバムからDVDを除いた再発盤。

DiscO-Zone 〜恋のマイアヒ〜 最強盤 （AVCD-17830/B）
2005年12月21日発売。着うた配信された2つのリミックスとカラオケ版を追加、DVDに3種類のパラパラ振り付けムービーと公式PVを収録。

#### オムニバス形式の一曲として収録されているもの
SUPER EUROBEAT VOL.154 (AVCD-10154)
2005年1月15日発売。「DRAGOSTEA DIN TEI (EUROBEAT REMIX)」がトラック1に収録されている。
SEBの場合、一定の周期でノンストップリミックスシリーズが制作される。そのため、同曲を収録するSEBシリーズのCDはこれだけではない。

### その他
- 全日本空輸『旅割』のテレビCM（2006年）において、同曲の替え歌が使用された。
- ロッテ『アイスブレーカーズ』 (ICEBREAKERS) のテレビCM（2012年、出演：ジョンテ☆モーニング）で、同曲の替え歌が使用された[12][13]。
- ゼスプリ・インターナショナル・ジャパンのテレビCM「アゲリシャスダンス」篇（2019年）[14][15]で、同曲の替え歌が使用された[16]。2019年9月17日から「恋のマイアヒ〜ゼスプリキウイでアゲリシャス〜」の曲名で音楽配信で発売[17][18]。
- 野間峻祥外野手（広島東洋カープ）の打席登場時のテーマに採用されている[19]。

## 日本のテレビ出演
- 2004年から2005年にかけて、O-Zoneが『SMAP×SMAP』（フジテレビ）に出演したり、『ミュージックステーション』（テレビ朝日）に緊急生出演して本曲を披露している[20]。
- 2018年9月17日放送の『ミュージックステーション ウルトラFES 2018』（テレビ朝日）にダン・バランが出演して約13年ぶりに本曲を披露した[20]。

## シングル収録内容
| #         | タイトル                                          | 作詞  | 作曲・編曲 | 時間 |
| --------- | ------------------------------------------------- | ----- | ---------- | ---- |
| 1.        | 「ドラゴスタ・ディン・テイ」                      |       |            | 3:33 |
| 2.        | 「ドラゴスタ・ディン・テイ」(Unu' In The Mix)     |       |            | 7:38 |
| 3.        | 「ドラゴスタ・ディン・テイ」(Unu' In The Dub Mix) |       |            | 3:39 |
| 4.        | 「Numai Tu」(ミュージックビデオ)                  |       |            | 4:10 |
| 5.        | 「Despre Tine」(ミュージックビデオ)               |       |            | 3:53 |
| 合計時間: | 合計時間:                                         | 22:53 |            |      |

| #         | タイトル                                                | 作詞 | 作曲・編曲 | 時間 |
| --------- | ------------------------------------------------------- | ---- | ---------- | ---- |
| 1.        | 「ドラゴスタ・ディン・テイ」(Original Romanian Version) |      |            | 3:33 |
| 2.        | 「ドラゴスタ・ディン・テイ」(DJ Ross Radio Remix)       |      |            | 4:15 |
| 合計時間: | 合計時間:                                               | 7:48 |            |      |

| #         | タイトル                                                | 作詞  | 作曲・編曲 | 時間 |
| --------- | ------------------------------------------------------- | ----- | ---------- | ---- |
| 1.        | 「ドラゴスタ・ディン・テイ」(Original Romanian Version) |       |            | 3:33 |
| 2.        | 「ドラゴスタ・ディン・テイ」(Original Italian Version)  |       |            | 3:35 |
| 3.        | 「ドラゴスタ・ディン・テイ」(DJ Ross Radio Remix)       |       |            | 4:15 |
| 4.        | 「ドラゴスタ・ディン・テイ」(DJ Ross Extended Mix)      |       |            | 6:22 |
| 5.        | 「ドラゴスタ・ディン・テイ」(Unu' In The Dub Mix)       |       |            | 3:39 |
| 合計時間: | 合計時間:                                               | 21:24 |            |      |

| #         | タイトル                                                          | 作詞  | 作曲・編曲 | 時間 |
| --------- | ----------------------------------------------------------------- | ----- | ---------- | ---- |
| 1.        | 「恋のマイアヒ ～ DRAGOSTEA DIN TEI」                             |       |            | 3:39 |
| 2.        | 「恋のマイアヒ ～ DRAGOSTEA DIN TEI」(OVERHEAD CHAMPION REMIX)    |       |            | 6:46 |
| 3.        | 「恋のマイアヒ ～ DRAGOSTEA DIN TEI」(DJ KAYA & DJ KOUSUKE REMIX) |       |            | 5:40 |
| 4.        | 「恋のマイアヒ ～ DRAGOSTEA DIN TEI」(EUROBEAT REMIX)             |       |            | 4:08 |
| 5.        | 「恋のマイアヒ ～ DRAGOSTEA DIN TEI」(DJ ROSS EXTENDED REMIX)     |       |            | 6:24 |
| 合計時間: | 合計時間:                                                         | 26:37 |            |      |

## チャート成績

### 週間チャート
| チャート (2003年 - 2005年)               | 最高位 |
| ---------------------------------------- | ------ |
| オーストリア (Ö3 Austria Top 40)         | 1      |
| ベルギー (Ultratop 50 Flanders)          | 2      |
| ベルギー (Ultratop 50 Wallonia)          | 1      |
| CIS (Tophit)                             | 23     |
| チェコ (IFPI)                            | 2      |
| デンマーク (Tracklisten)                 | 1      |
| ヨーロッパ (Eurochart Hot 100 Singles)   | 1      |
| フィンランド (Suomen virallinen lista)   | 2      |
| フランス (SNEP)                          | 1      |
| ドイツ (GfK Entertainment charts)        | 2      |
| ハンガリー (Rádiós Top 40)               | 2      |
| ハンガリー (Single Top 40)               | 5      |
| ハンガリー (Dance Top 40)                | 3      |
| アイルランド (IRMA)                      | 1      |
| イタリア (FIMI)                          | 17     |
| オランダ (Dutch Top 40)                  | 1      |
| オランダ (Single Top 100)                | 1      |
| ノルウェー (VG-lista)                    | 1      |
| ルーマニア (Romanian Top 100)            | 1      |
| スコットランド (Official Charts Company) | 2      |
| スペイン (PROMUSICAE)                    | 1      |
| スウェーデン (Sverigetopplistan)         | 3      |
| スイス (Schweizer Hitparade)             | 1      |
| UK シングルス (OCC)                      | 3      |
| US Digital Song Sales (Billboard)        | 69     |
| US Dance/Mix Show Airplay (Billboard)    | 14     |
| US Pop 100 (Billboard)                   | 72     |

### 年間チャート
| チャート (2004年)                      | 順位 |
| -------------------------------------- | ---- |
| オーストリア (Ö3 Austria Top 40)       | 1    |
| ベルギー (Ultratop 50 Flanders)        | 7    |
| ベルギー (Ultratop 50 Wallonia)        | 1    |
| CIS (Tophit)                           | 73   |
| ヨーロッパ (Eurochart Hot 100 Singles) | 1    |
| フランス (SNEP)                        | 1    |
| ドイツ (Official German Charts)        | 1    |
| ハンガリー (Rádiós Top 40)             | 48   |
| アイルランド (IRMA)                    | 9    |
| オランダ (Dutch Top 40)                | 1    |
| オランダ (Single Top 100)              | 1    |
| スウェーデン (Sverigetopplistan)       | 15   |
| スイス (Schweizer Hitparade)           | 1    |
| UK Singles (Official Charts Company)   | 28   |

### 年代末チャート
| チャート (2000年 - 2009年)      | 順位 |
| ------------------------------- | ---- |
| ドイツ (Official German Charts) | 3    |

## 認定
| 国/地域                                             | 認定        | 認定/売上数 |
| --------------------------------------------------- | ----------- | ----------- |
| オーストリア (IFPI Austria)                         | Platinum    | 30,000*     |
| ベルギー (BEA)                                      | 2× Platinum | 100,000*    |
| デンマーク (IFPI Danmark)                           | Gold        | 4,000^      |
| フランス (SNEP)                                     | Diamond     | 750,000*    |
| ドイツ (BVMI)                                       | 2× Platinum | 600,000^    |
| 日本 (RIAJ) 着うた                                  | 4× Million  | 4,000,000*  |
| 日本 (RIAJ) 着うたフル                              | Platinum    | 250,000*    |
| 日本 (RIAJ) PC Download                             | Gold        | 100,000*    |
| オランダ (NVPI)                                     | Platinum    | 60,000^     |
| スウェーデン (GLF)                                  | Gold        | 10,000^     |
| スイス (IFPI Switzerland)                           | Platinum    | 40,000^     |
| イギリス (BPI)                                      | Silver      | 200,000*    |
| アメリカ合衆国 (RIAA)                               | Gold        | 500,000*    |
| * 認定のみに基づく売上数 ^ 認定のみに基づく出荷枚数 |             |             |

## カバー
ドイツやフランスを中心にカバーソングブームが巻き起こった（後述を参照）。
- Dragostea Din Tei - Haiducii
- Dragostea Din Tei - DJ Dragostea
- Dragostea Din Tei - Audiosmog
- Wenn der Hafer Sticht - Antonia aus Tirol
- Ra la la - Bangman
- ItaloBrothers - My Life Is A Party

Bangmanの「Ra la la」は、インターネットで「ゴリゴリラララ」としてブレイクし、歌詞が「プレパラート」「シーラカンス」など空耳に聞こえることから流行した。
ブラジルではLatinoが「Festa no Apê」としてポルトガル語でカバーした。「Festa no Apê」は更に在日ブラジル人の歌手DJ Pokemonが「アパートノパーティー」として日本語でカバーした。
シンガポールでは郭美美が「不怕不怕」としてカバーし、台湾では2moroが「Shabu Shabu」として、韓国ではヒョンヨンが「누나의 꿈」（お姉さんの夢）としてカバーした。
日本では、8bit Projectがアルバム『FAMILIAR COMPUTING WORLD』でインストゥルメンタルとして、長谷部優と瀧本美織と岩崎舞がアルバム『Girl's Box〜Best HitsCompilation Winter〜』で、ヘラヘラ三銃士がアルバム『HANGOVER』でそれぞれ日本語でカバーしている（両者の歌詞は異なる）。
カバーではなくリミックスバージョンではあるが、「Dragostea Din Tei (DJ Ross Radio Mix) 」が、世界中で行われているフィットネスプログラム『ボディコンバット』のリリース41（日本公開は2009年9月）で使われる。
ドイツではO-Zoneのオリジナルが大ヒットしたが、オーストリア人のダンス・ミュージック歌手Antonia aus Tirolが「Wenn der Hafer Sticht」というタイトルでドイツ語でカバーしている。

## 関連楽曲
- アイ・ドント・ワナ・ウェイト - 本曲をサンプリングした、デヴィッド・ゲッタとワンリパブリックの楽曲。2024年4月5日にデジタル配信リリース。